# Campionati europei di atletica leggera 1946 - Lancio del giavellotto femminile
La gara del lancio del giavellotto femminile si tenne il 24 agosto.

## Risultati

### Qualificazione
| Pos | Nome                 | Nazione | Misura | Note |
| --- | -------------------- | --- | ------ | ---- |
| 1   | Klavdiya Mayuchaya   | [[File: Flag of the Soviet Union (1936 – 1955).svg\|class=noviewer\| Unione Sovietica (bandiera)\|border\|20x16px]] Unione Sovietica | 45.90  | Q,CR |
| 2   | Johanna Koning       | Paesi Bassi | 44.28  | Q    |
| 3   | Lyudmila Anokina     | [[File: Flag of the Soviet Union (1936 – 1955).svg\|class=noviewer\| Unione Sovietica (bandiera)\|border\|20x16px]] Unione Sovietica | 39.74  | Q    |
| 4   | Maria Kwaśniewska    | Polonia | 37.39  | Q    |
| 5   | Mária Rohonczi       | Ungheria | 37.04  | Q    |
| 6   | Regina Marjanen      | Finlandia | 36.59  | Q    |
| 7   | Elly Dammers         | Paesi Bassi | 36.34  | Q    |
| 8   | Helena Stachowicz    | Polonia | 36.21  | Q    |
| 9   | Stella Møllgaard     | Danimarca | 35.31  |      |
| 10  | Dagny Carlsson       | Svezia | 35.28  |      |
| 11  | Matild Regdanszky    | Ungheria | 34.91  |      |
| 12  | Anne Marie Opsann    | Norvegia | 29.94  |      |
| 13  | Kathleen Dyer-Tilley | Regno Unito | 26.05  |      |

### Finale
| Pos | Nome               | Nazione | Misura | Note |
| --- | ------------------ | --- | ------ | ---- |
| 1   | Klavdiya Mayuchaya | [[File: Flag of the Soviet Union (1936 – 1955).svg\|class=noviewer\| Unione Sovietica (bandiera)\|border\|20x16px]] Unione Sovietica | 46.25  | CR   |
| 2   | Lyudmila Anokina   | [[File: Flag of the Soviet Union (1936 – 1955).svg\|class=noviewer\| Unione Sovietica (bandiera)\|border\|20x16px]] Unione Sovietica | 45.84  |      |
| 3   | Johanna Koning     | Paesi Bassi | 43.24  |      |
| 4   | Elly Dammers       | Paesi Bassi | 41.16  |      |
| 5   | Mária Rohonczi     | Ungheria | 40.66  |      |
| 6   | Maria Kwaśniewska  | Polonia | 38.57  |      |
| 7   | Regina Marjanen    | Finlandia | 36.34  |      |
| 8   | Helena Stachowicz  | Polonia | 35.52  |      |